# BMW K 1200 S
La seconde génération de K 1200 S utilise un moteur transversal de 1 157 cm³, avec des cotes d'alésages et de courses, respectivement de 79 et 59 mm. Le Telelever avant est remplacé par un Duolever.
Présentée au salon de Munich de septembre 2005, la K 1200 S est la déclinaison sportive.
Le moteur développe 167 chevaux à 10 250 tr/min, avec plus de 13 mkg de couple.
Elle est vendue 16 100 €.